# Carlos Orlando Caballero
Carlos Orlando Caballero Sánchez (Olanchito, 1958. december 5. –) hondurasi válogatott labdarúgó.

## Pályafutása

### Klubcsapatban
1988 és 1993 között a CSD Vida, a Real España, a Marathón és a Real Maya csapataiban játszott. A leghosszabb ideig (1980–1991) a Real España játékosa volt. Háromszoros hondurasi bajnok. 

### A válogatottban
1981 és 1985 között szerepelt a hondurasi válogatottban. Részt vett az 1982-es világbajnokságon, ahol a Spanyolország elleni csoportmérkőzésen csereként lépett pályára.

## Sikerei, díjai
Real España
- Hondurasi bajnok (3): 1980, 1988, 1990
- UNCAF-klubcsapatok kupája (1): 1982

Honduras
- CONCACAF-bajnokság (1): 1981